# والتر برون (مهندس معماري)
والتر برون (بالألمانية: Walter Brune)‏ هو مهندس معماري ألماني، ولد في 14 فبراير 1926 في ولاية بريمن في ألمانيا.